# Kustartillericentrum
Kustartillericentrum (KAC) var ett vapenslagscentrum för kustartilleriet inom svenska marinen som verkade åren 1995–1998. Förbandsledningen var förlagd i Stockholms garnison i Näsbypark, Täby.

## Historik
Den 1 juli 1991 organiserade Armén så kallade truppslagscenter, detta i samband med försvarsutredning 1988 genom att truppslagsinspektörerna med truppslagsavdelningar i arméstaben slogs samman med arméns strids- och skjutskolor samt övriga truppslagsskolor, vilka bildade så kallade Truppslagscenter. Denna omstrukturering resulterade i att arméns skolor avvecklades som egna organisationsenheter och istället uppgick i de nyuppsatta truppslagscentren, vilka övertog ansvaret över utbildningen vid skolorna.
Genom den omstrukturering av armén, kom även kustartilleriet inom marinen att anta samma organisationsform. Den 1 april 1995 bildades vapenslagscentrumet Kustartillericentrum med Kustartilleriets stridsskola. Där Kustartilleriets stridsskola blev en enhet inom centrumet, från att tidigare varit en självständig organisationsenhet. Centrumet blev dock inte långvarigt i Försvarsmaktens organisation, då regeringen redan tre år senare i proposition 1997/98:72 föreslog att Kustflottan och Kustartillericentrum skulle upplösas och avvecklas, för att istället inrätta ett marincentrum i Haninge. Den 30 juni 1998 upplöstes Kustartillericentrum samtidigt som Kustartilleriets stridsskola underställdes chefen för Marincentrum.

## Verksamhet
Kustartillericentrum svarade för typförbandsansvar för samtliga kustartilleriförband, beredskaps- och krigsplanläggning, inspektioner av utbildnings- och övningsverksamhet samt personalplanering och personalutveckling för officerare inom kustartilleriet (dock ej de högre tjänstegraderna).

## Ingående enheter
- Vapenslagsinspektören med stab (IKA)
- Kustartilleriets stridsskola (KAS)

## Förläggningar och övningsplatser
Genom försvarsutredning 88 kom ett tidigare regeringsbeslutet att ändras till att Näsbypark skulle behållas och utvecklas. Det med bakgrund till att överbefälhavaren hade föreslagit att etablissementet i Bagartorp skulle lämnas, med de två värnpliktskontoren där, Östra värnpliktskontoret och Marinens värnpliktskontor skulle sammanslås till Mellersta värnpliktskontoret. Även Kustartilleriets skjutskola skulle temporärt förläggas till Näsbypark, för att senast den 1 juli 1992 förläggas till Rindö. Kustartilleriets skjutskola lokaliserades till Näsbypark 1990, och den 1 juli 1994 flyttade Värnpliktsverket in på Näsbypark, med dess nya regionkontor Mellersta värnpliktskontoret. År 1995 tillkom Kustartillericentrum, därmed kom även Kustartilleriets stridsskola att kvarstå i Näsbypark. År 1998 upplöstes och avvecklades Kustartillericentrum, kvar på området var då endast Pliktverket tillsammans med Kustartilleriets stridsskola. Genom försvarsbeslutet 2000 beslutad riksdagen att Amfibiestridsskolan skulle samlokaliseras med Vaxholms amfibieregemente på Rindö. Skolan flyttade den 17 december 2001 från Näsbypark.

## Heraldik och traditioner
Den 19 juni 1995 överlämnade chefen för Marinledningen viceamiral Peter Nordbeck en ny fana till Kustartillericentrum på Artillerigården i Stockholm. Fanan övertogs sedan av Kustartilleriets stridsskola. Från den 1 juli 2000 övertogs fanan av Amfibiestridsskolan, vilka förde den fram till att skolan upplöstes den 31 december 2004. Kustartillericentrum delade förbandsmarschen "För fosterlandet" (Rydberg) med Kustartilleriets stridsskola.

## Förbandschefer
Förbandschefen för Kustartillericentrum var tillika vapenslagsinspektör med tjänstegraden överste av första graden. Nedan lista är en förteckning över Inspektörer för kustartilleriet (IKA) verksamma åren 1995–1998. Rollen som inspektör övertogs från 1998 av generalinspektören för marinen.
- 1995–1996: Per Lundbeck
- 1996–1997: Claes-Göran Hedén
- 1997–1998: Stellan Fagrell

## Namn, beteckning och förläggningsort
| Kustartillericentrum | 1995-04-01 | – | 1998-06-30 |

| KAC | 1995-04-01 | – | 1998-06-30 |

| Stockholms garnison/Näsbypark (F) | 1995-04-01 | – | 1998-06-30 |

## Galleri

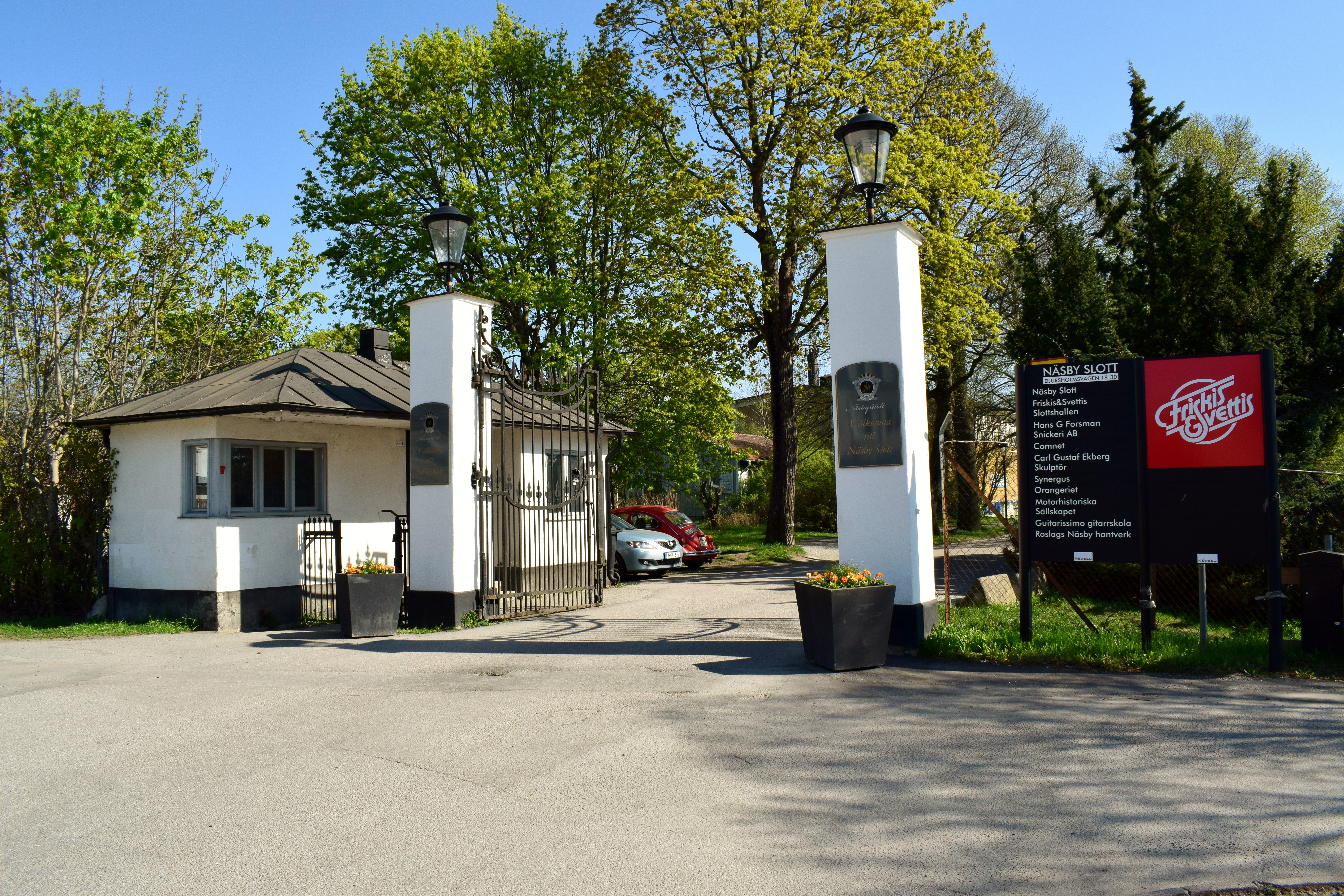
Före detta kasernvakten vid Näsbypark.
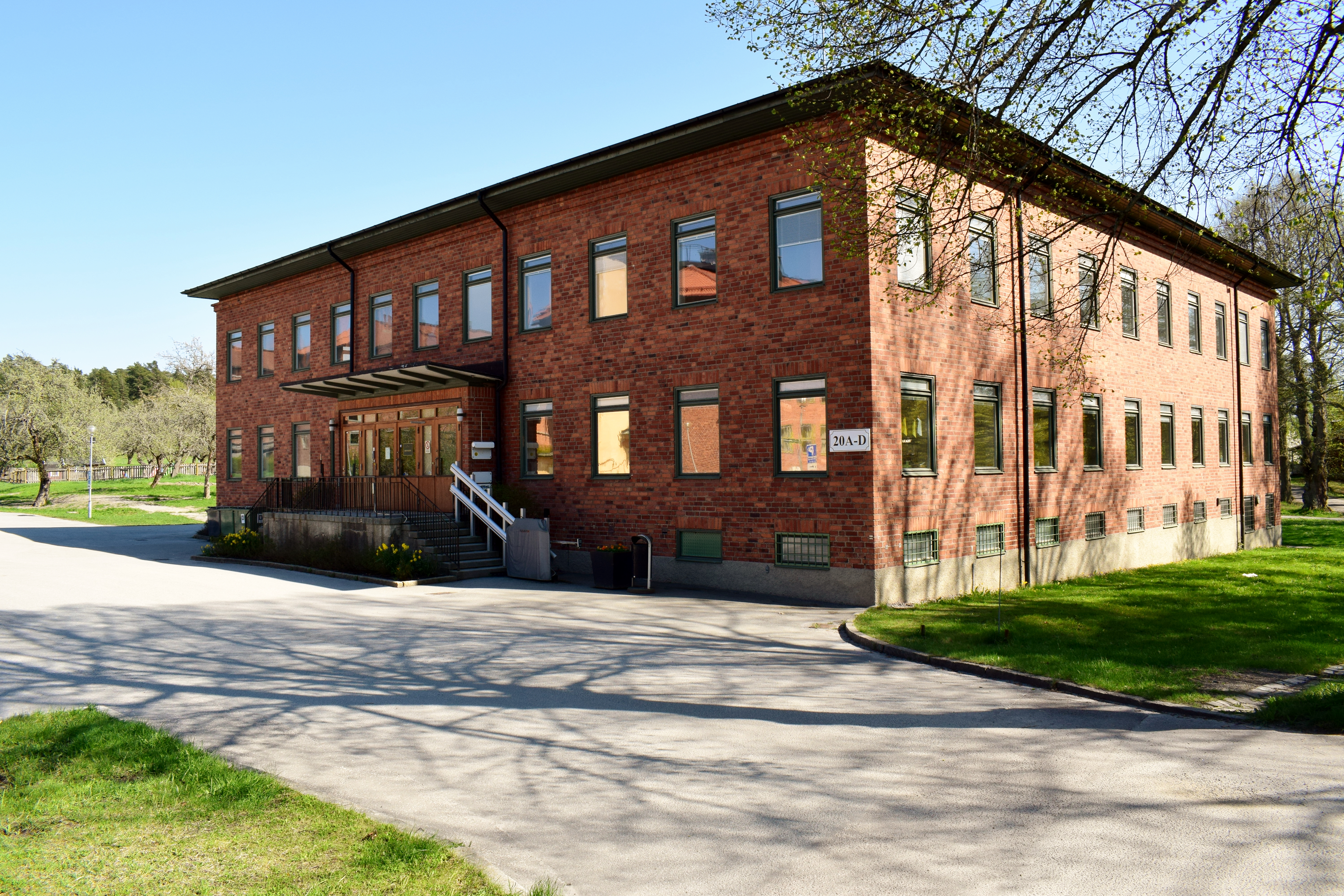
Före detta kadettmässen i Näsbypark.
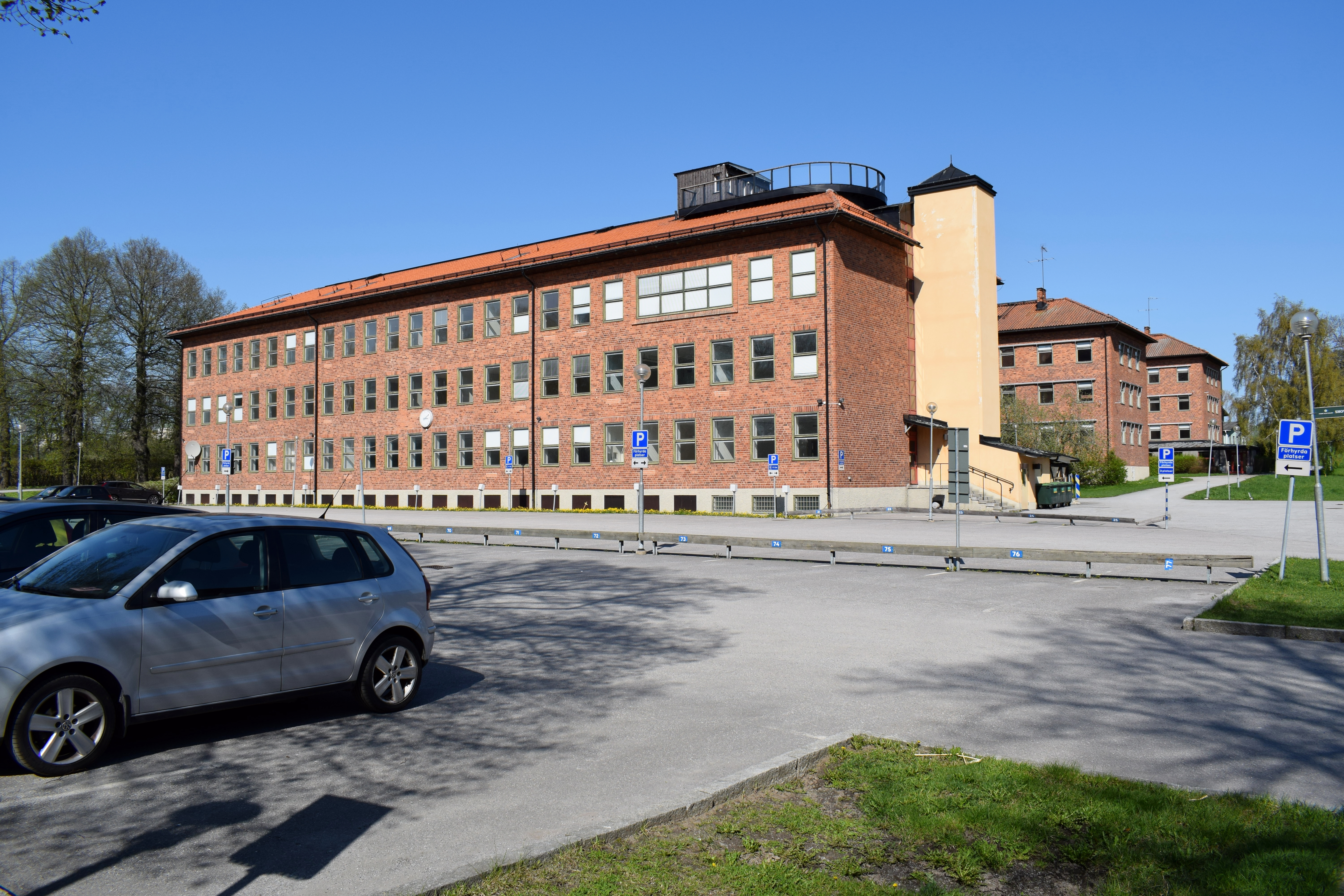
Skolbyggnader vid Näsbypark.
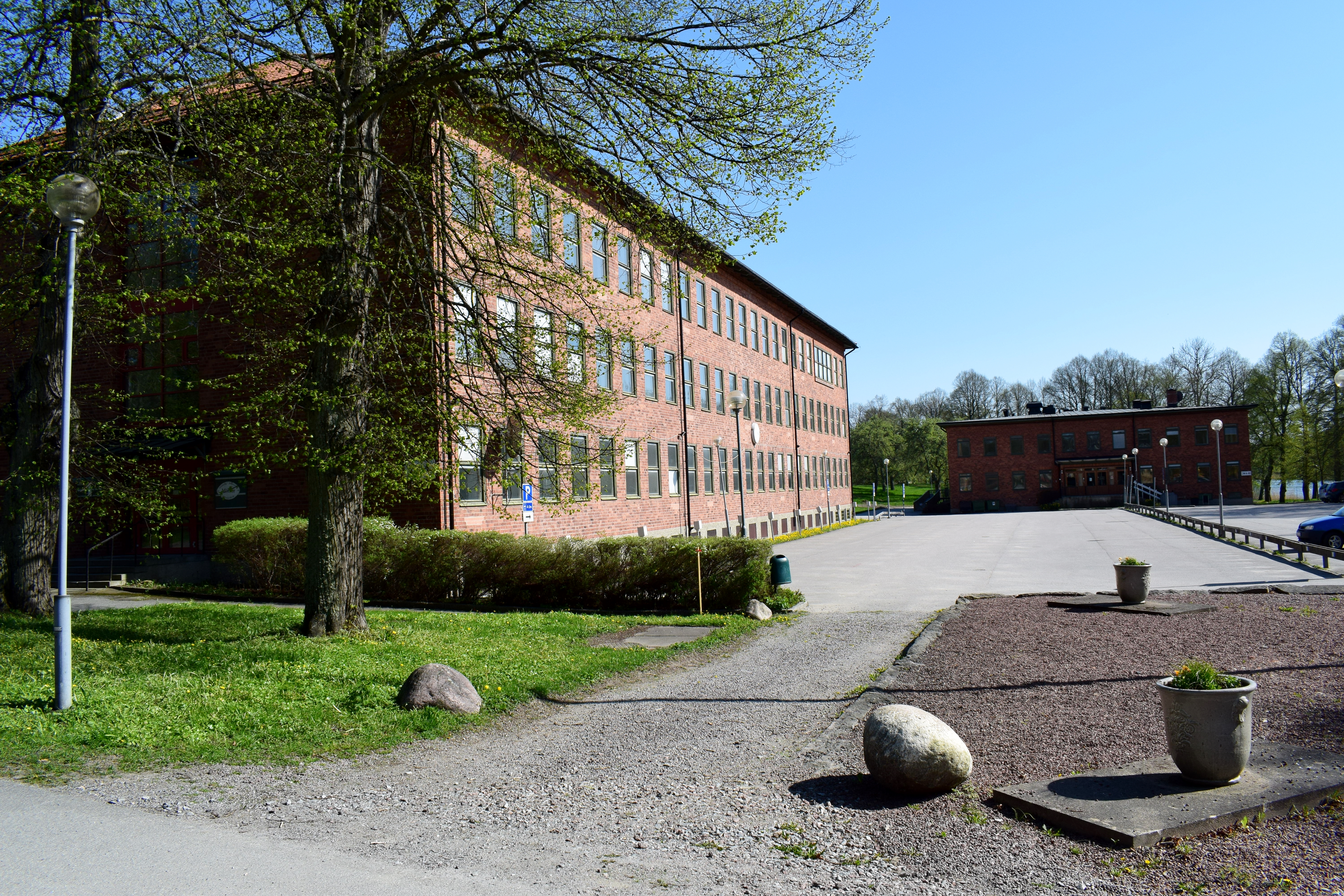
Skolbyggnad samt kadettmässen vid Näsbypark.